# 山西民居
山西民居是中國山西省的一種有地方特色的建築群。當中大致可以分為窑洞、平房或兩者混合的建築。

## 建筑格局
以传统的四合院为主要形式，综合山区地形和窑洞式建筑的特点，出现了一些与四合院结构形成的二层多进四合院和三合院，有效的解决了由于地形限制对扩建宅院的需求。